# Rotthalmünster

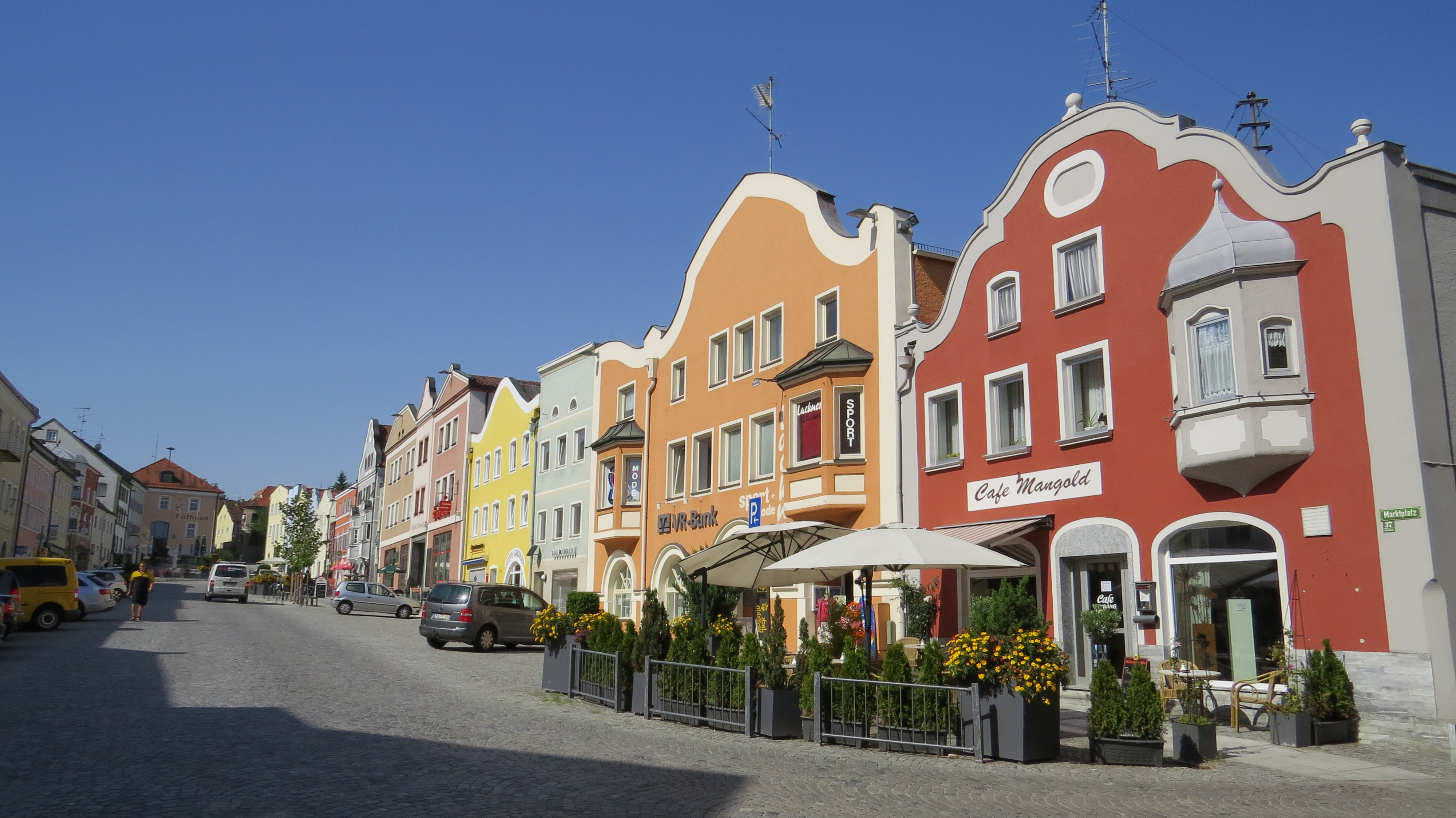
Marktplatz in Rotthalmünster

Rotthalmünster ist ein Markt im niederbayerischen Landkreis Passau und der Sitz der Verwaltungsgemeinschaft Rotthalmünster.

## Geographie

### Geographische Lage
Rotthalmünster liegt in der Region Donau-Wald im niederbayerischen Bäderdreieck genau zwischen den drei Kurorten Bad Birnbach, Bad Griesbach und Bad Füssing. Der Markt befindet sich 35 km südlich von Vilshofen an der Donau sowie 35 km südwestlich von Passau, 22 km westlich vom oberösterreichischen Schärding, 24 km nordöstlich von Simbach am Inn, 25 km östlich von Pfarrkirchen und 140 km von der Landeshauptstadt München entfernt. In 16 km Entfernung besteht Anschluss zur Bundesautobahn 3, Ausfahrt Pocking. Im Gemeindeteil Karpfham befindet sich eine Bahnstation. Die Bahnstrecke Passau–Neumarkt-Sankt Veit verbindet den Landkreis Passau mit dem Landkreis Mühldorf am Inn.

### Gemeindegliederung
Es gibt 85 Gemeindeteile:
- Aicha
- Allertsöd
- Altasbach
- Altschörg
- Andorf
- Andriching
- Asbach
- Asenbauer
- Au
- Auggenthal
- Auretsdobl
- Baderöd
- Berating
- Berg
- Bründlleithen
- Buch
- Denk
- Dobl
- Ed
- Eggenberg
- Enichl
- Enzenbach
- Faltlleithen
- Fetzenöd
- Frauenmühle
- Frauenöd
- Gimpl auf der Stadlöd
- Hellham
- Hindling
- Hirla
- Hirting
- Höchfelden
- Höllöd
- Holzhäuser
- Holzhäuser
- Huberlöw
- Kaina
- Karpfham
- Kollnöd
- Kopp
- Kühbach
- Lageln
- Laina
- Leherbauer
- Leithen
- Linding
- Löwenau
- Lug
- Maierhof
- Mailham
- Manertsöd
- Naglmühle
- Neugertsham
- Oedmann
- Pattenham
- Penning
- Priel
- Reith
- Reitmaier
- Reutern
- Riedhof
- Rottfelling
- Rotthalmünster
- Rucking
- Safferl
- Sagermühle
- Schalkham
- Schmalhof
- Schneepoint
- Schöffau
- Senftl
- Steindorf
- Teuflöd
- Unterwesterbach
- Urberbauer
- Volkertsham
- Wangham
- Weg
- Weger
- Weiheröd
- Weihmörting
- Weinberg
- Wiesberg
- Wopping
- Wurmstorf

Es gibt die Gemarkungen Asbach, Pattenham, Rotthalmünster und Weihmörting.

### Nachbargemeinden
- Malching
- Kößlarn
- Bayerbach (Landkreis Rottal-Inn)
- Bad Griesbach im Rottal
- Tettenweis
- Pocking
- Kirchham

## Geschichte

### Bis zur Gemeindegründung
In römischer Zeit gehörte das Gebiet um Rotthalmünster nördlich des Inn zur Provinz Raetia. An der Pfarrkirche Asbach hat sich der zwischen 101 und 300 n. Chr. errichtete Grabaltar des Caius Usonius erhalten.

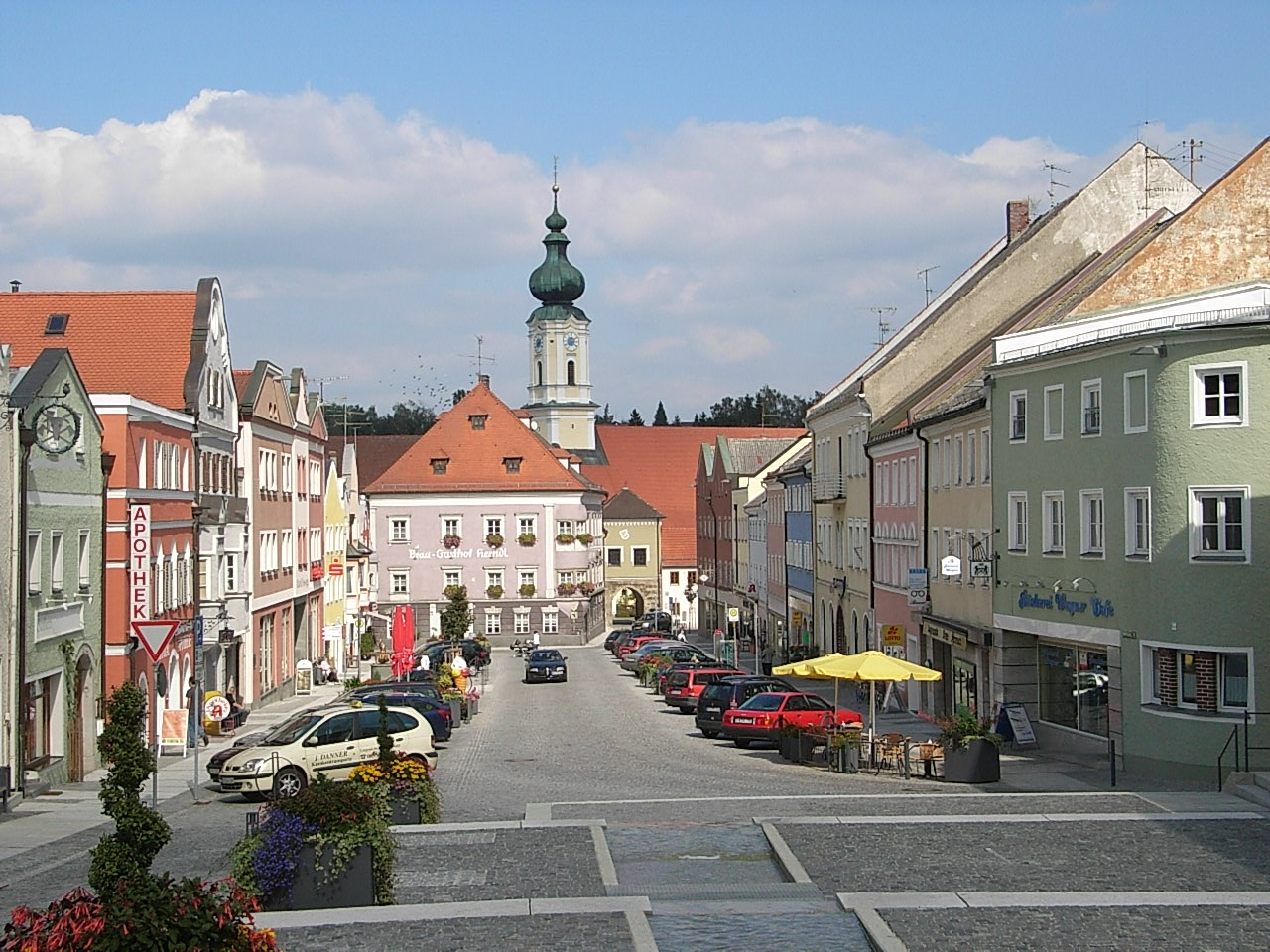
Der Marktplatz in Rotthalmünster

Unter Bayernherzog Hugbert (724–736) gründete ein Adeliger aus dem Geschlecht der Wilhelminer mit dem Namen Wilhelm ein Nonnenkloster an einem Ort namens Chirihpah. Eine Traditionsnotiz des Hochstifts Passau unterrichtet über den Gründungsvorgang. Das Kloster wurde dann an seine Tochter Irminswind mit der Oblation übergeben, sich einer klösterlichen Institution zu unterstellen. Auf ihrem Sterbebett rief sie den Passauer Bischof Waldrich und Männer aus ihrer Verwandtschaft und bekundete in dieser Runde, die Zelle ihrer Nichte, der Nonne Sapientia, zu übergeben. Nach deren Tod sollte die Leistung des Klosters die Nonne Imma übernehmen. Zugleich unterstellte sie alle Nonnen des Klösterchens dem Bistum Passau. Ihre Verwandten sollten diese Verfügung Karl dem Großen anzeigen und dessen Zustimmung einholen. Dieses älteste adelige Eigenkloster Bayerns, das sich vermutlich an der Stelle des heutigen Kühbach (etwa drei Kilometer von Rotthalmünster) befand, wurde nicht (nachgewiesenerweise) in der ersten Hälfte des 10. Jahrhunderts infolge der Ungarnstürme zerstört.
Der Ort Rotthalmünster gehörte um 1150 den Grafen von Vornbach und Neuburg und kam schließlich an die Wittelsbacher. Der schon im 13. Jahrhundert als Markt bezeichnete Ort gehörte zum Rentamt Landshut und zum Landgericht Griesbach des Kurfürstentums Bayern. „Münster“, wie der Ort noch bis Mitte des 18. Jahrhunderts genannt wurde, besaß ein Marktgericht mit magistratischen Eigenrechten. Im Zuge der Verwaltungsreformen in Bayern entstand mit dem Gemeindeedikt von 1818 die Gemeinde Rotthalmünster.

### Eingemeindungen
Die Gemeinde Pattenham wurde am 1. Januar 1970 eingegliedert. Am 1. Januar 1972 kam Asbach hinzu. Weihmörting folgte am 1. Mai 1978.

### Einwohnerentwicklung
Zwischen 1988 und 2018 wuchs der Markt von 4578 auf 4974 um 396 Einwohner bzw. um 8,7 %. Am 31. Dezember 1996 war mit 5221 Einwohnern annähernd der Stand von 1950 erreicht worden.
| Jahr | Einwohner |
| ---- | --------- |
| 1961 | 4463      |
| 1970 | 4726      |
| 1987 | 4538      |
| 1991 | 4823      |
| 1995 | 5196      |
| 2000 | 5172      |
| 2005 | 5068      |
| 2010 | 4980      |
| 2015 | 4885      |

## Religion
Die Bevölkerung ist überwiegend römisch-katholischen Glaubens. Katholische Pfarreien sind in Rotthalmünster sowie in Asbach/Weihmörting beheimatet. Das Evang.-Luth. Vikariat Rotthalmünster betreut die evangelischen Christen in der Region.

## Politik

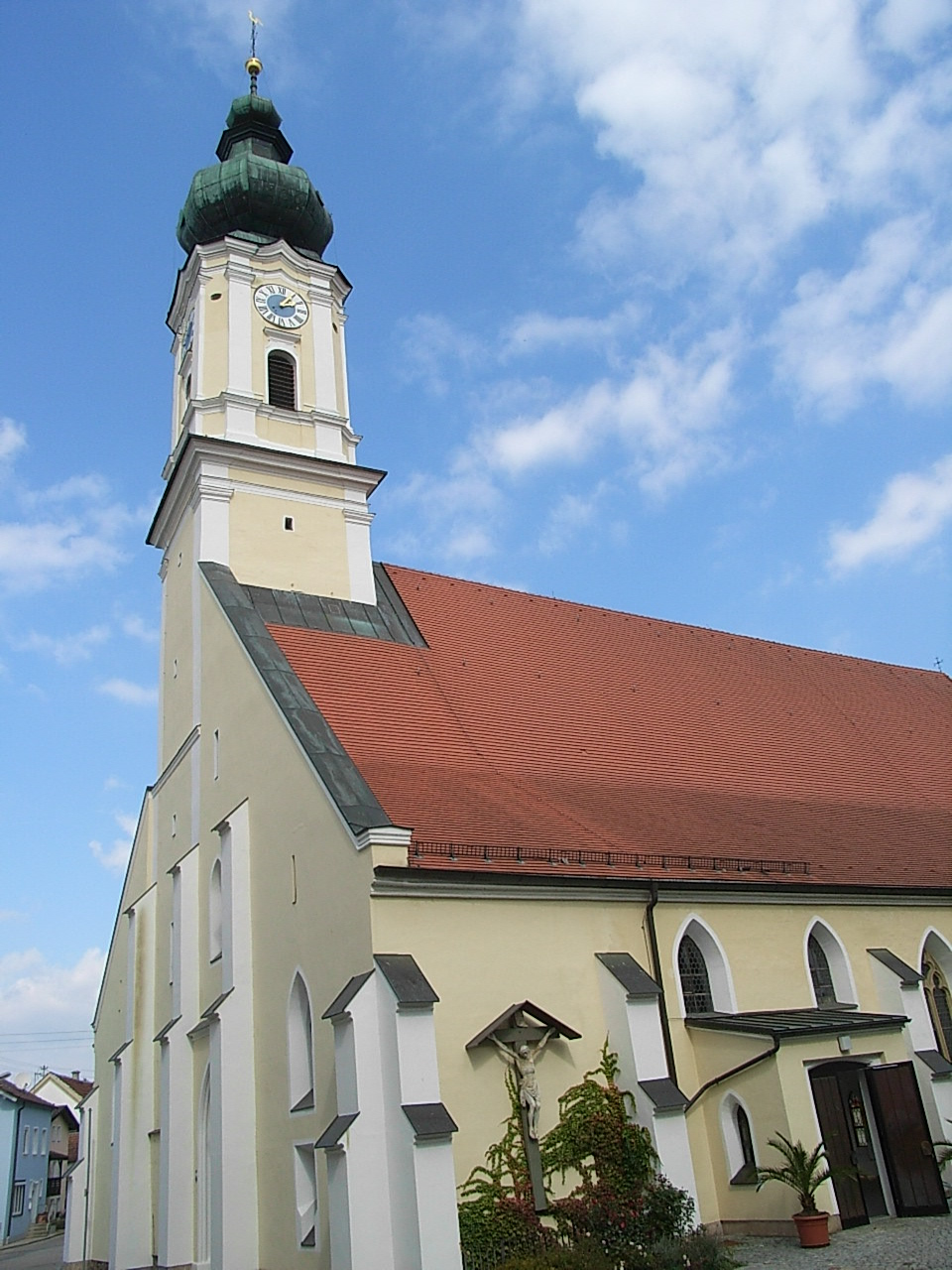
Die katholische Pfarrkirche Maria Himmelfahrt

- BfR: 6
- CSU: 5
- FWGW: 3
- UWG: 2

### Marktgemeinderat
Bei der Kommunalwahl vom 15. März 2020 haben von den 4107 stimmberechtigten Einwohnern im Markt Rotthalmünster 2377 von ihrem Wahlrecht Gebrauch gemacht, womit die Wahlbeteiligung bei 57,88 % lag.

### Bürgermeister
- 1996–2008: Werner Mayer (Bürger für Rotthalmünster/BfR)
- 2008–2020: Franz Schönmoser (CSU)
- Seit 2020: Günter Straußberger (BfR)

Bei der Kommunalwahl vom 15. März 2020 wurde Günter Straußberger mit 60,35 % der Stimmen zum Ersten Bürgermeister gewählt.

### Wappen
| Wappen Gde. Rotthalmünster | Blasonierung: „In blau eine eintürmige silberne Kirche, auf deren rotem Dach zwei silberne Störche stehen.“ |
| Wappen Gde. Rotthalmünster | Wappenbegründung: Der Markt Rotthalmünster führt, wie die meisten der niederbayerischen Märkte, seit Jahrhunderten ein eigenes Wappen im Siegel. Schon das älteste, durch einen Abdruck aus dem Jahr „1374 MVNSTER“, zeigt dasselbe Bild, das heute noch vom Markt Rotthalmünster im Wappen und im Dienstsiegel der Verwaltung verwendet wird. Während die Kirche das vormalige Kloster symbolisiert, weisen die Störche auf das frühere häufige Vorkommen dieser Tiere in der Flusslandschaft der Rott hin. |

## Sehenswürdigkeiten
Asbach:
- Kloster Asbach, vermutlich Ende des 11. Jahrhunderts gegründet, heute Zweigmuseum des Bayerischen Nationalmuseums
- Pfarrkirche Asbach, von François de Cuvilliés dem Jüngeren (1731–1777) erbaut

Weihmörting:
- Pfarrkirche St. Martin aus dem 14./15. Jahrhundert

Rotthalmünster:
- Pfarrkirche Mariä Himmelfahrt, spätgotischer Bau von 1452 bis 1481
- Barocke Wieskapelle, von 1737 bis 1740 erbaut
- Portalstöckl am Marktplatz, Torturm aus dem 15. Jahrhundert

## Wirtschaft und Infrastruktur

### Wirtschaft einschließlich Land- und Forstwirtschaft
2017 gab es in der Gemeinde 2202 sozialversicherungspflichtige Arbeitsplätze. Von der Wohnbevölkerung standen 2005 Personen in einem versicherungspflichtigen Beschäftigungsverhältnis. Damit war die Zahl der Einpendler um 197 Personen größer als die der Auspendler. 102 Einwohner waren arbeitslos. 2016 gab es 82 landwirtschaftliche Betriebe; von der Gemeindefläche waren 3057 Hektar landwirtschaftlich genutzt.
Am Bahnhof von Karpfham wurde 1936 ein Zweigwerk der Rottaler Butterwerke GmbH Asbach an der Rott erbaut. Es gehört heute der Rottaler Milchwerk eG, einer Tochterfirma der österreichischen Berglandmilch.
Die größten Arbeitgeber des Ortes sind die Landkreis Passau Krankenhaus gGmbH, die Baufirma Josef Meier GmbH+Co KG, die Erich Kopschitz GmbH - Kerzenfabrik sowie die Firma Heber.

### Verkehr
Rotthalmünster liegt auf dem Pilgerweg Via Nova, der aus Kößlarn kommend nach Kirchham führt.

### Bildung
Es gibt folgende Schulen und Kindergärten (Stand: 2019):
- Kindergarten Mariä Himmelfahrt
- Grundschule
- Mittelschule
- Private Montessorischule

Aktuell existieren auch noch folgende Einrichtungen:
- Akademie für Gesundheitsberufe gGmbH der Landkreis Passau Krankenhaus gGmbH
- Berufsfachschule für Krankenpflege
- Staatl. Höhere Landbauschule
- Volkshochschule Rotthalmünster

### Justiz
Zum 1. Februar 2008 wurde die Zweigstelle Rotthalmünster des Amtsgerichts Passau aufgelöst.

## Persönlichkeiten

### Ehrenbürger
- Alois Schlögl (1893–1957), CSU-Politiker, Landtagsmitglied und Staatsminister für Ernährung, Landwirtschaft und Forsten (1948 bis 1954)
- Josef Schimpfhauser (1921–2013), Bürgermeister

### Söhne und Töchter der Gemeinde
- Julius Mayr (1855–1935), Arzt, Schriftsteller und Alpenvereinsfunktionär, Freund und Biograph Wilhelm Leibls, vehementer Kritiker des Nationalsozialismus
- Horst Georg Pöhlmann (1933–2022), evangelischer Theologe
- Hanns Dorfner (* 1942), Kommunalpolitiker
- Richard Buchner (* 1955 in Schöffau), Physikochemiker und außerplanmäßiger Professor
- Konrad Dobler (* 1957 in Alt-Asbach), Langstreckenläufer
- Rudolf Preisinger (* 1957), Agraringenieur und Genetiker
- Jürgen Eichinger (* 1961), Filmemacher
- Claudia Brosch (* 1963), Schauspielerin
- Urban Mangold (* 1963), Politiker (ÖDP)
- André Denk (* 1967), Generalmajor
- Bernhard Lübbers (* 1976), Historiker und Bibliothekar
- Andreas Michl (* 1980), Fußballtorwart
- Eva Marlene Hausteiner (* 1983), Politikwissenschaftlerin

## Sonstiges
Seit Ende 1997 führt der Moderator Markus Walsch auf Bayern 3 mit den Begrüßungsworten Grüß Gott, Auer Karl, Rotthalmünster! regelmäßig bayernweit bekannte Telefonstreiche durch.